# Gongylanthus scariosus
Gongylanthus scariosus là một loài rêu tản trong họ Arnelliaceae. Loài này được (Lehm.) Stephani miêu tả khoa học lần đầu tiên năm 1906.